# Леваковский, Иван Фёдорович
Иван Фёдорович Леваковский (1828, Санкт-Петербург — 15 [27] марта 1893, Харьков) — русский учёный-геолог, профессор Императорского Харьковского университета.

## Биография
Родился в 1828 году в Санкт-Петербурге, затем семья переехала в город Харьков.
В 1852 году окончил курс на физико-математическом факультета Императорского Харьковского университета с золотой медалью.
Начал работать учителем естественной истории.
Год провёл в Германии, в лаборатории Бунзена, стажируясь под руководством Б. Науманна.
В 1868 году защитил докторскую диссертацию по теме: «Геологическое исследование осадков пермской формации в северо-западной части Донецкого кряжа».
В 1870 году был среди организаторов и первым председателем Общества испытателей природы при харьковском университете.
До 1889 года был профессором на новой кафедре геологии Императорского Харьковского университета.
Организовал геологический музей при университете.
В 1861 году начал издавать первый оригинальный учебник геологии на русском языке — «Курс геологии» (4 выпуска, 1861—1864).
Изучал геологию и почвы южной части Российской империи.
Скончался 27 марта 1893 года в Харькове.

## Членство в организацтях
- Императорское Московское общество испытателей природы[5]
- Общество испытателей природы Императорского Харьковского университета.